# Ramoaaina
Le ramoaaina est une des langues de Nouvelle-Irlande, parlée par 10 300 locuteurs (2000), parlée dans la province de Nouvelle-Bretagne orientale, district de Kokopo, îles du Duc-d'York. Il est aussi appelé Duc d'York ou ramuaina et comprend de nombreux dialectes : Makada, Molot (Main Island), Aalawa (Aalawaa, Alawa, Mioko, Ulu, South Islands). Le dialecte makada est très différent des autres, à tel point qu'il n'est pas intelligible avec les autres dialectes de la langue.